# SN 2005il
SN 2005il – supernowa typu Ia? odkryta 3 września 2005 roku w galaktyce A015306+0106. W momencie odkrycia miała maksymalną jasność 21,00m.